# Polaris (banda)
Polaris es el proyecto musical que unió a mediados de los años 1990 a los miembros de la banda de indie rock de Connecticut Miracle Legion: Mark Mulcahy, Scott Boutier y Dave McCaffrey, quienes realizaron la música de la serie de televisión Las aventuras de Pete y Pete bajo este seudónimo. Los integrantes ocasionales incluyen a Joyce Raskin, Dennis Kelly, y Buell Thomas. Music from The Adventures of Pete & Pete, editado en 1999 por Mezzotint Records (el sello discográfico de Mulcahy), contiene las 12 canciones que Polaris grabó para el programa y es el único álbum del grupo.
Polaris realizó muchas de las canciones que se oyen en la serie, incluido el tema principal, "Hey Sandy". A la vez, sus miembros adoptaron seudónimos individuales: Mulcahy era "Muggy Polaris", Boutier era "Jersey Polaris" y McCaffrey era "Harris Polaris". Además de aparecer en los créditos de apertura de cada episodio, la banda participó en el episodio "Hard Day's Pete", en que el personaje de Little Pete (Danny Tamberelli) se obsesiona con la canción "Summerbaby" tras ver a Polaris tocando dentro de un garaje.
Se piensa que el nombre Polaris proviene del submarino UGM-27 Polaris, diseñado por los Estados Unidos durante la Guerra Fría. Esto está basado en la introducción que precede a "Hey Sandy" en Music from The Adventures of Pete & Pete.

## Historia
Will McRobb y Chris Viscardi, los creadores de Las aventuras de Pete y Pete, eran fanáticos de Miracle Legion y se acercaron a la banda para que escribieran la música original de la serie. La banda en ese momento aún tenía problemas legales con su sello discográfico, Morgan Creek Records, y el guitarrista principal Ray Neal, desilusionado por la experiencia y recién casado, se retiró del grupo. El resto de la banda, el vocalista Mark Mulcahy, el bajista Dave McCaffrey y el baterista Scott Boutier, avanzaron con el proyecto bajo el seudónimo Polaris. Definidos como la "banda de la casa" del programa, Polaris realizó doce canciones durante las tres temporadas de Las aventuras de Pete y Pete, incluida la canción principal, "Hey Sandy".
Descritos como "la banda que vive en tu televisor", los miembros de Polaris adoptaron diferentes alias para identificarse a sí mismos dentro del proyecto: Mulcahy era "Muggy Polaris", Boutier era "Jersey Polaris" y McCaffrey era "Harris Polaris". Además de aparecer en los créditos iniciales de cada episodio, la banda destacó en el episodio "Hard Day's Pete", en el que Little Pete (Danny Tamberelli) queda hipnotizado por la canción "Summerbaby" de Polaris y luego conforma su propia banda para mantener la melodía por siempre en su memoria.
El primer lanzamiento del grupo fue un miniálbum de casete de 1995 titulado "Happily Deranged" que contenía tres de las canciones originales del programa, incluida la canción principal, "Hey Sandy". Las otras dos canciones fueron "Staggering" y "Coronado II". Las versiones de estas canciones difieren tanto en duración como en mezcla de las versiones posteriores publicadas en su álbum completo. El casete también contenía dos pistas "raras" adicionales, una introducción y comentarios de cierre dichos por el mayor de los hermanos Pete (Michael C. Maronna). Este casete fue lanzado por Nickelodeon y Sony Wonder y solo se ofreció por correo como parte de una promoción de los cereales Frosted Mini Wheats. La oferta fue fuertemente promocionada durante el bloque de programación SNICK (Saturday Night Nickelodeon) de Nickelodeon.
Después de que el programa fuera cancelado en 1996, Mulcahy lanzó las doce canciones hechas para este a través de su propio sello, Mezzotint Records, en un álbum titulado Music from The Adventures of Pete & Pete. Tras la disolución de la banda, Mulcahy se centró en una carrera en solitario. De 1997 a 2003, Scott Boutier y Dave McCaffrey tocaron la batería y el bajo para Frank Black and the Catholics.
El 28 de agosto de 2012, Polaris se reunió para un concierto en el evento Everything Is Festival II de Cinefamily como parte de una reunión del equipo de Las aventuras de Pete y Pete, añadiendo a Henning Ohlenbusch (apodado "Penny Polaris") a su lista de guitarra , teclado y coros. La banda afirmó que era su primera actuación en vivo. Para una de las canciones tocadas en este evento, al grupo se le unió la banda Rain Phoenix en los vocales.
El 26 de agosto de 2014, Polaris anunció su primera gira, Wating For October, con nueve canciertos a ser presentados en Nueva York, Brooklyn y Philadelphia. En octubre de 2014, la banda lanzó su primer material nuevo desde el programa de Nickelodeon en forma de un casete digital y, terminando así su estado como un "proyecto único". El cassingle, que consiste en "Great Big Happy Green Moonface" (también su título) y "Baby Tae Kwon Do", estuvo disponible a través del sitio web de Mezzotint. Fue producido por el nuevo miembro Ohlenbusch. Además, se produjo un video musical animado para "Great Big Happy Green Moonface".
Polaris continuó su gira en 2015, sus sets incluyen las catorce canciones de Polaris y selecciones de la discografía de Miracle Legion. El 18 de abril de 2015, Polaris lanzó una edición de vinilo de Music from The Adventures of Pete & Pete y el álbum de doble CD  Live at Lincoln Hall , una grabación de su concierto del 26 de octubre. 2014 en el lugar de Chicago. En 2016, la discografía de Miracle Legion recibió un relanzamiento digital y la banda planeó una breve gira de reunión por su cuenta. En 2020 lanzaron la versión "de lujo" de Music from The Adventures of Pete & Pete y anunciaron una gira de promoción. Sin embargo, la pandemia de COVID-19 los obligó a recalendarizar estos conciertos para el transcurso de 2021.

## Discografía
- Happily Deranged (casete, Nickelodeon/Sony Wonder, LAT-6688, 1995)
- "Great Big Happy Green Moonface"/"Baby Tae Kwon Do" (casete; digital, 2014)
- Music from The Adventures of Pete & Pete  (CD, 1999; vinilo, 2015)
- "Live at Lincoln Hall" (CD; digital, 2015)